# Mazatepec Estación
Mazatepec Estación är en ort i Mexiko.   Den ligger i kommunen Tala och delstaten Jalisco, i den centrala delen av landet, 500 km väster om huvudstaden Mexico City. Mazatepec Estación ligger 1 501 meter över havet och antalet invånare är 201.
Terrängen runt Mazatepec Estación är kuperad österut, men västerut är den platt. Runt Mazatepec Estación är det ganska tätbefolkat, med 239 invånare per kvadratkilometer. Närmaste större samhälle är Tala, 18,4 km nordväst om Mazatepec Estación. I omgivningarna runt Mazatepec Estación växer huvudsakligen savannskog.